# Vodopády Düden
Vodopády Düden (turecky Düden Şelalesi) jsou tvořeny dvoustupňovou kaskádou na řece Düden ve městě Antalya v jihozápadním Turecku. Horní vodopády se nachází v parku severně od centra města, voda dolního vodopádu padá z útesu rovnou do moře a tvoří tak jedinečný přírodní prvek města.  

## Řeka Düden
Povodí řeky se nalézá ve složitém krasovém systému a většina vodní cesty se nachází v podzemí. Nejvýznamnější vývěry se nachází na úpatí pohoří, přecházejícího v širokou náhorní plošinu nad městem Antalya. Největší z nich Kırkgözler a Pınarbaşı naplňují nedaleko sídla Bıyıklı mělké jezero, jehož vody prosakují do závrtu o hltností do 30 m3/s. Po následné 14 km dlouhé podzemní pouti směrem k jihu se voda opět objevuje u sídla Varsak na okraji planiny nad Antalyí, aby po krátké cestě na povrchu opět zmizela v podzemí. Nedaleko od centra města pak vyvěrá v kaňonu Düdenbasi. Zde vytváří kaskádu Horních vodopádů a následně se jako líná a rákosem zarostlá říčka vydává přímým jižním směrem dále k moři, aby svou záhadnou pouť zakončila velkolepým pádem přímo do Středozemního moře.
Úsek od závrtu Bıyıklı po vývěr v Düdenbasi však od šedesátých let 20. století tvoří jen nevýznamnou část vodní cesty. Voda z hladiny jezer nad průsakovou oblastí si již vybírá jako preferenční cestu umělé koryto, kterým se dostává k vodnímu dílu KEPEZ 1 a KEPEZ 2. Zde pak v sériovém systému na spádech 160 a 13 m poskytují maximální výkon 26 a 6 MW. Dlouhým korytem přes většinu města je pak voda odváděna zpět k původnímu korytu v Düdenbasi, těsně nad Horní vodopády.

## Průtokové poměry

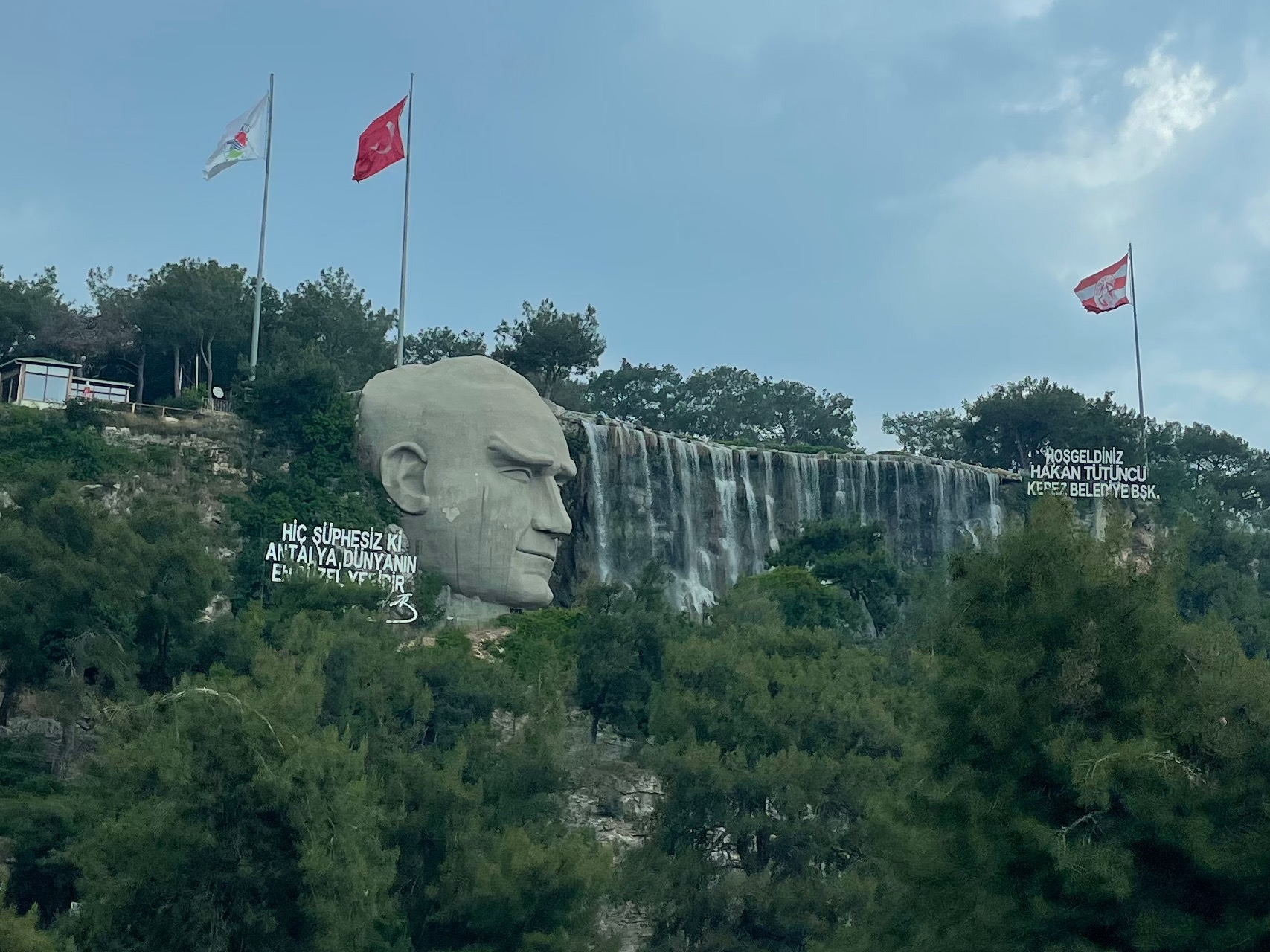
Umělý vodopád u elektrárny KEPEZ I

Roční výroba vodní elektrárny KEPEZ 1 se na spádu 160 metrů pohybuje v rozmezí 30 až 150 GWh. To odpovídá průtokovému rozsahu 2–10 m3/s. Voda mezi výstupem z elektrárny a Horními vodopády je pravidelně odebírána pro zavlažování, je však nad vodopády doplňována původním přírodním průsakem. Hltnost vodního díla je 17 m3/s a hltnost přírodního závrtu zhruba 30 m3/s. Součet pak poukazuje na možné maximum na vodopádech (případné vyšší hodnoty by způsobily rozliv v náhorní plošině). Minima v této oblastí Středozemí dosahují procent průměrné hodnoty, krasové systémy však poskytují schopnost značné akumulace. Průtoky stanovené pomocí provozu vodních děl jsou zcela přesné a i při zkreslení odhadem odběru na zavlažování lze průměrný roční průtok na vodopádech věrohodně odhadovat na 2 – 10 m3/s při ročních extrémech 0,5 – 30 m3/s.  

## Umělý vodopád na terase na městem
Od roku 2008 lze mezi vodopády na řece Duden zařadit i 35 metrů vysokou a 44 metrů širokou stěnu umělých vodopádů, která je součástí památníku Mustafy Kemala Atatürka. Zdrojem vody jsou nádrže elektrárny Kepez I a jedná se tak o povodí řeky Düden.

## Horní vodopády
Pod místo přírodního vývěru z krasového sifonu řeky je přiveden kanál s vodami vodního díla a řeka, která zde dosahuje svého konečného průtoku padá z výšky přes dvacet metrů do kaňonu, lemovaného jeskyněmi. Atraktivní prostředí se nachází na sever od středu Antalye a je součástí parku Düden Şelalesi. 

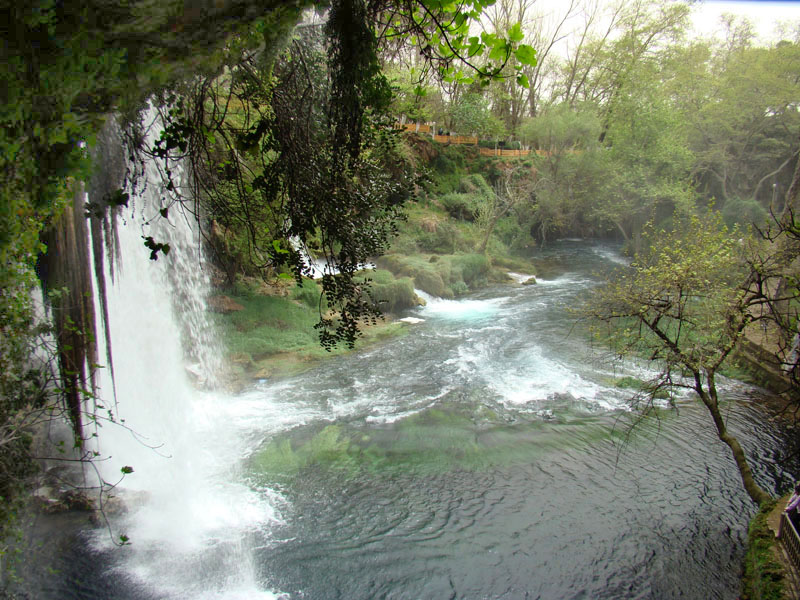
Pohled z jeskyně
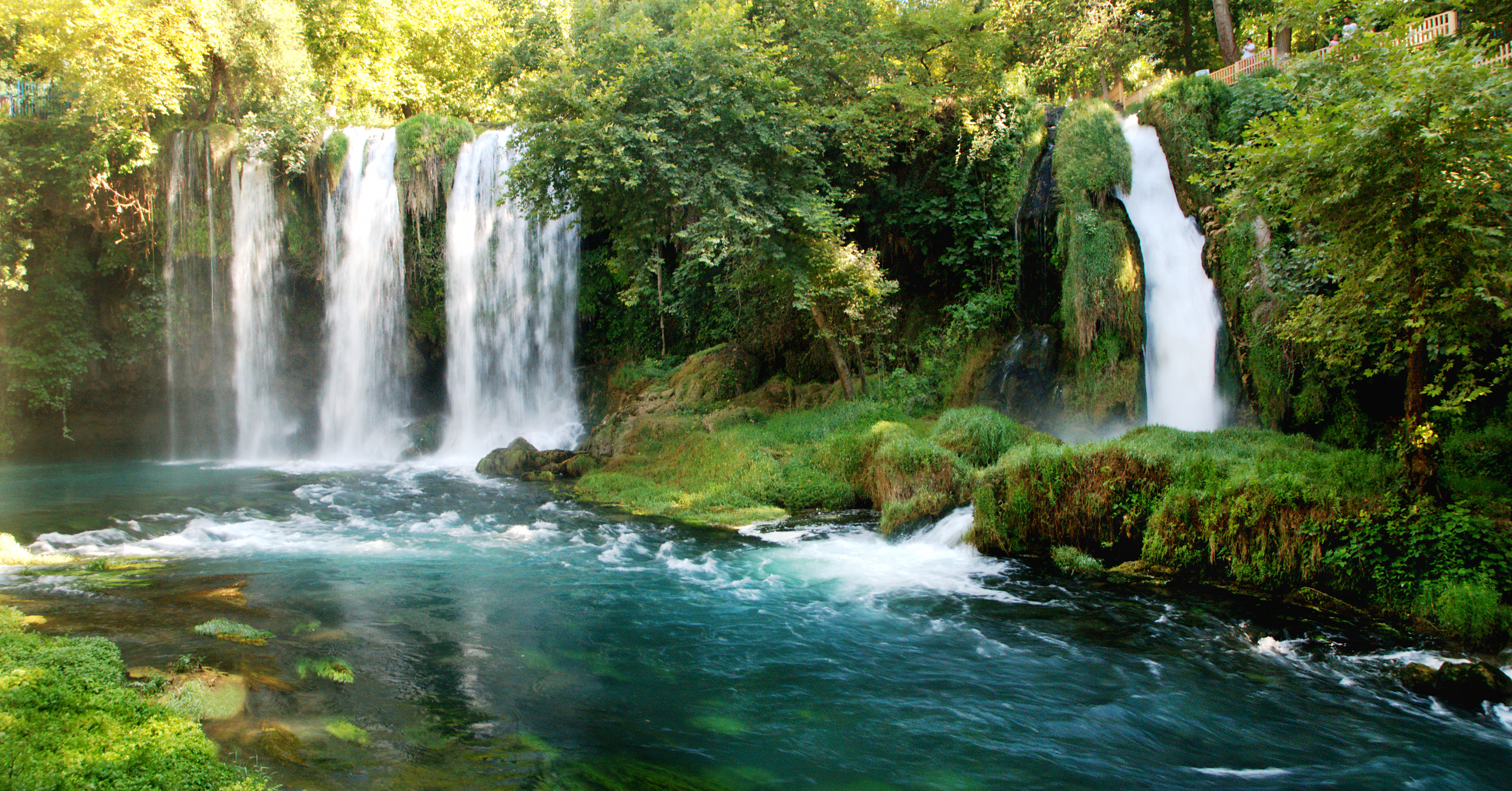
Vlevo nejširší, vpravo nejvodnější vodopád
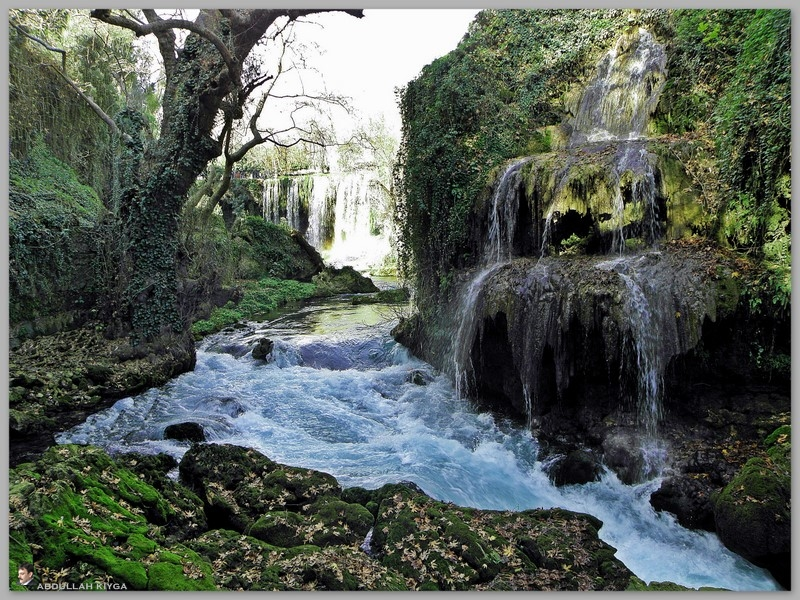
Snímek při běžném průtoku
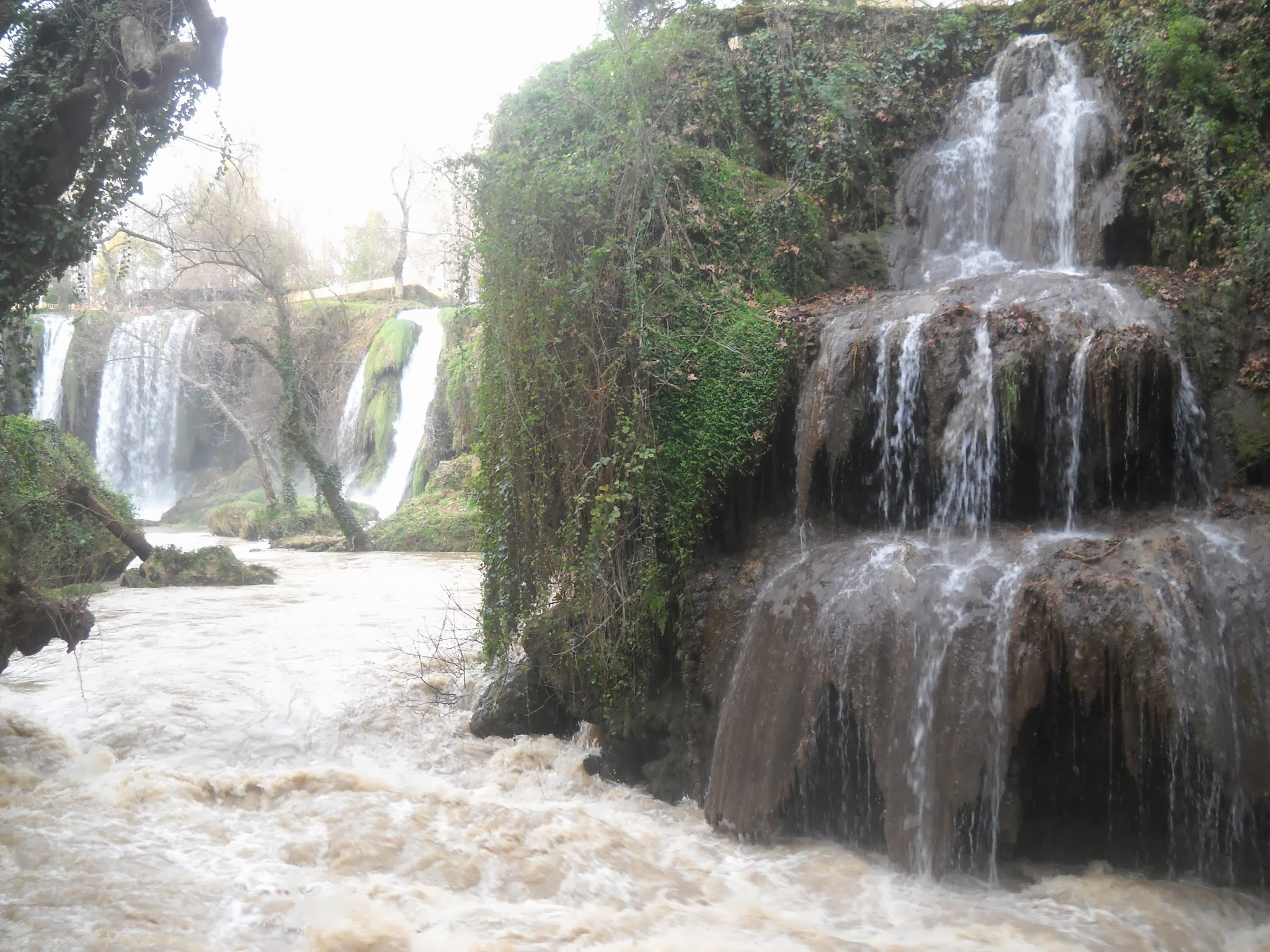
Tentýž pohled při vysokém stavu

## Dolní vodopády
Do moře se řeka Düden dostává přímo po čtyřiceti metrovém pádu. Řeka se na hraně útesu o šířce téměř padesát metrů dělí do mnoha ramen, oddělených narůstajícími drny polehlých travin. Atraktivní pohled na přírodní úkaz nabízí návštěva hrany útesu i výlet lodí. Vodopády se nacházejí v blízkosti letiště na směru přistávání. Lze je tak zřetelně zahlédnout i při leteckých návštěvách Antalye.  

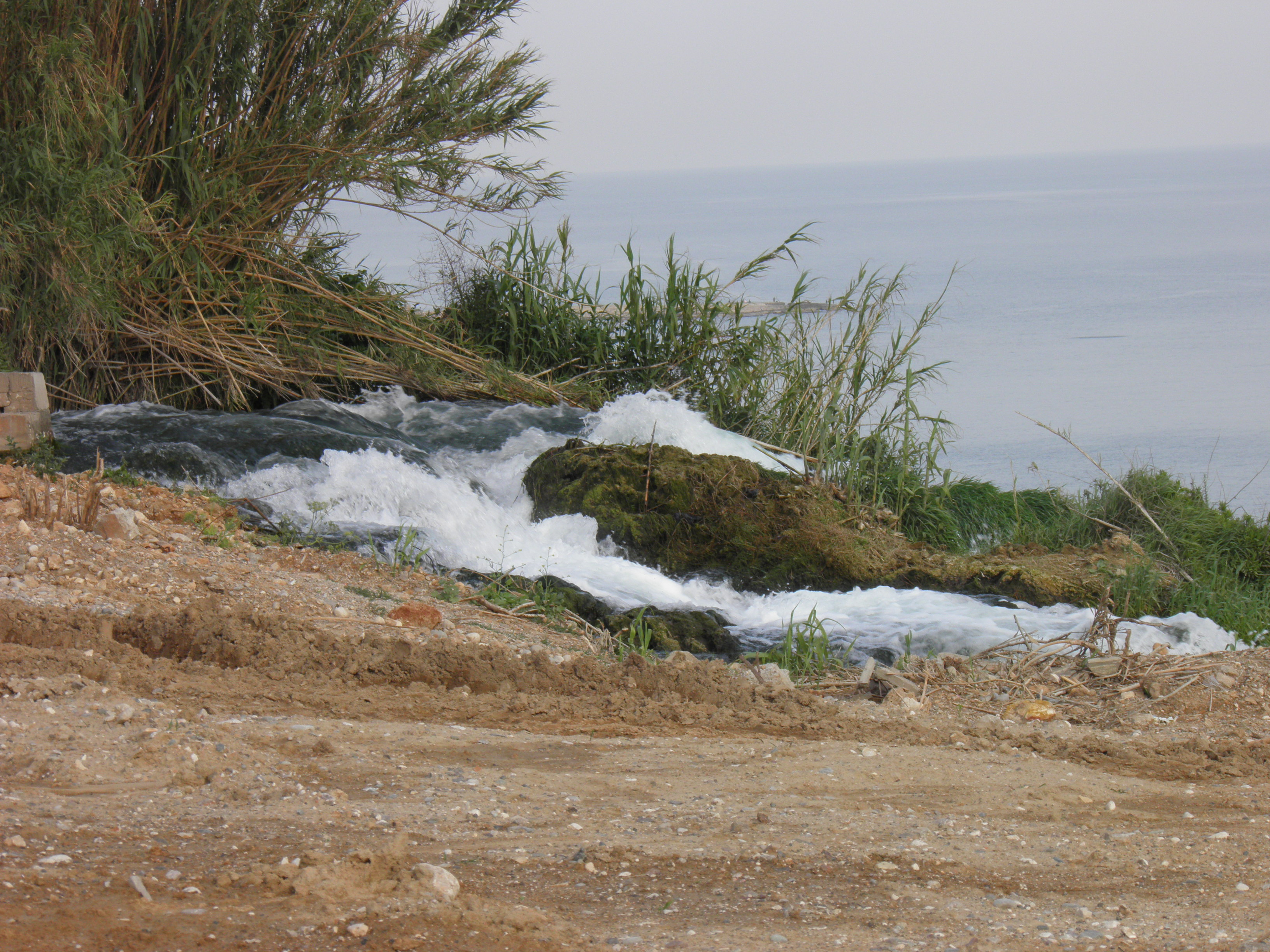
Poslední rozloučení řeky s pevninou
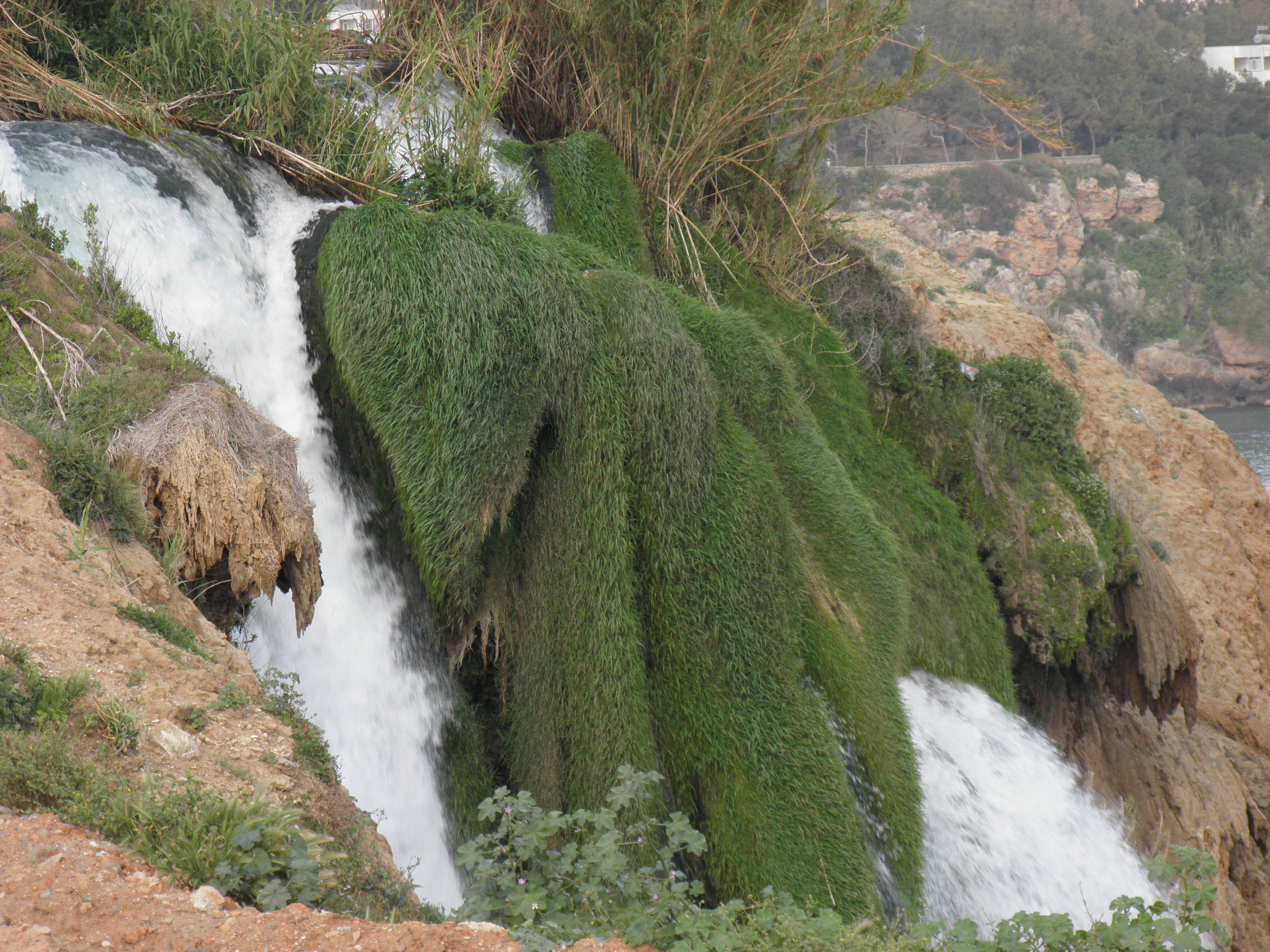
Začátek pádu mezi drny trav a rákosí
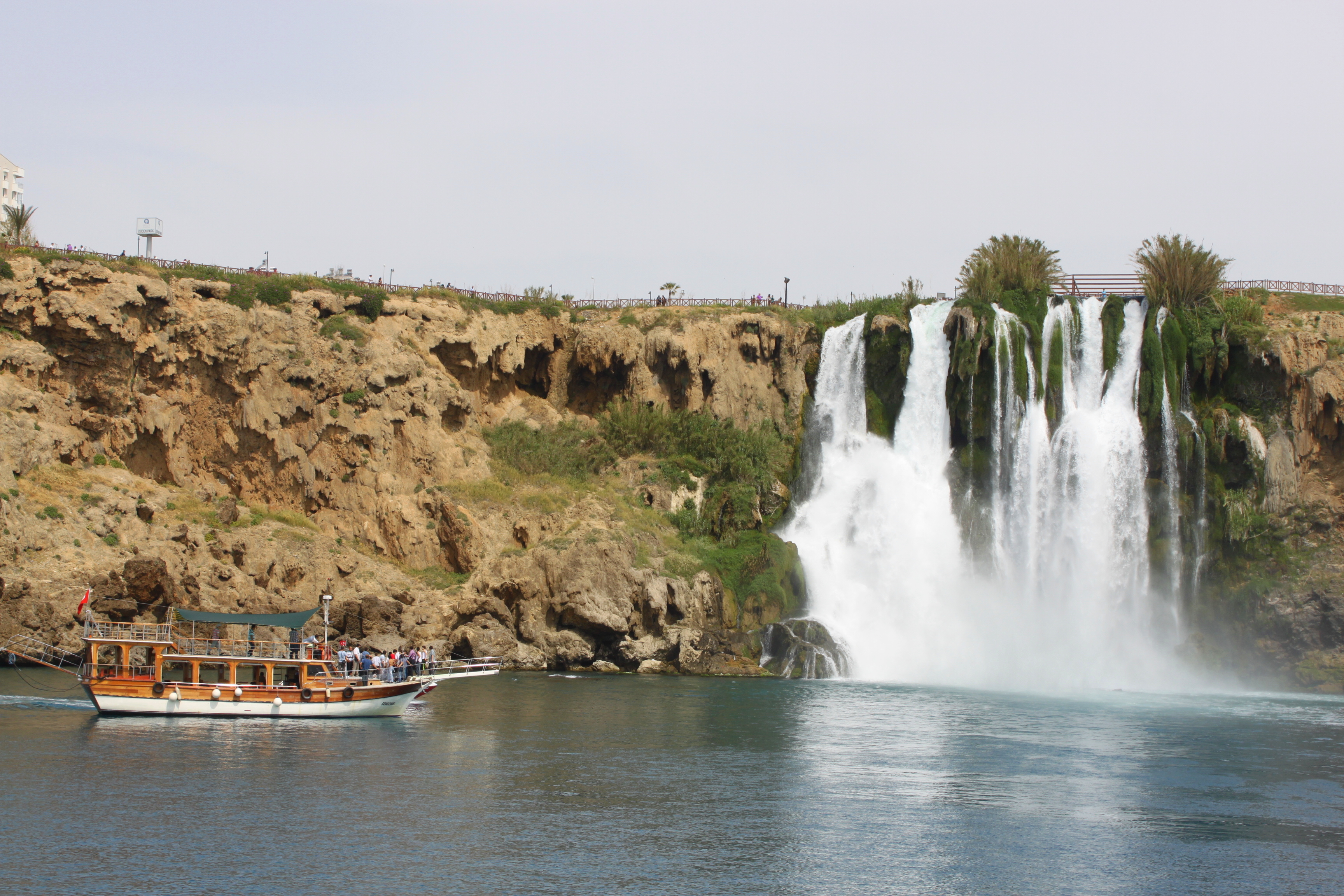
Krása z mořské hladiny
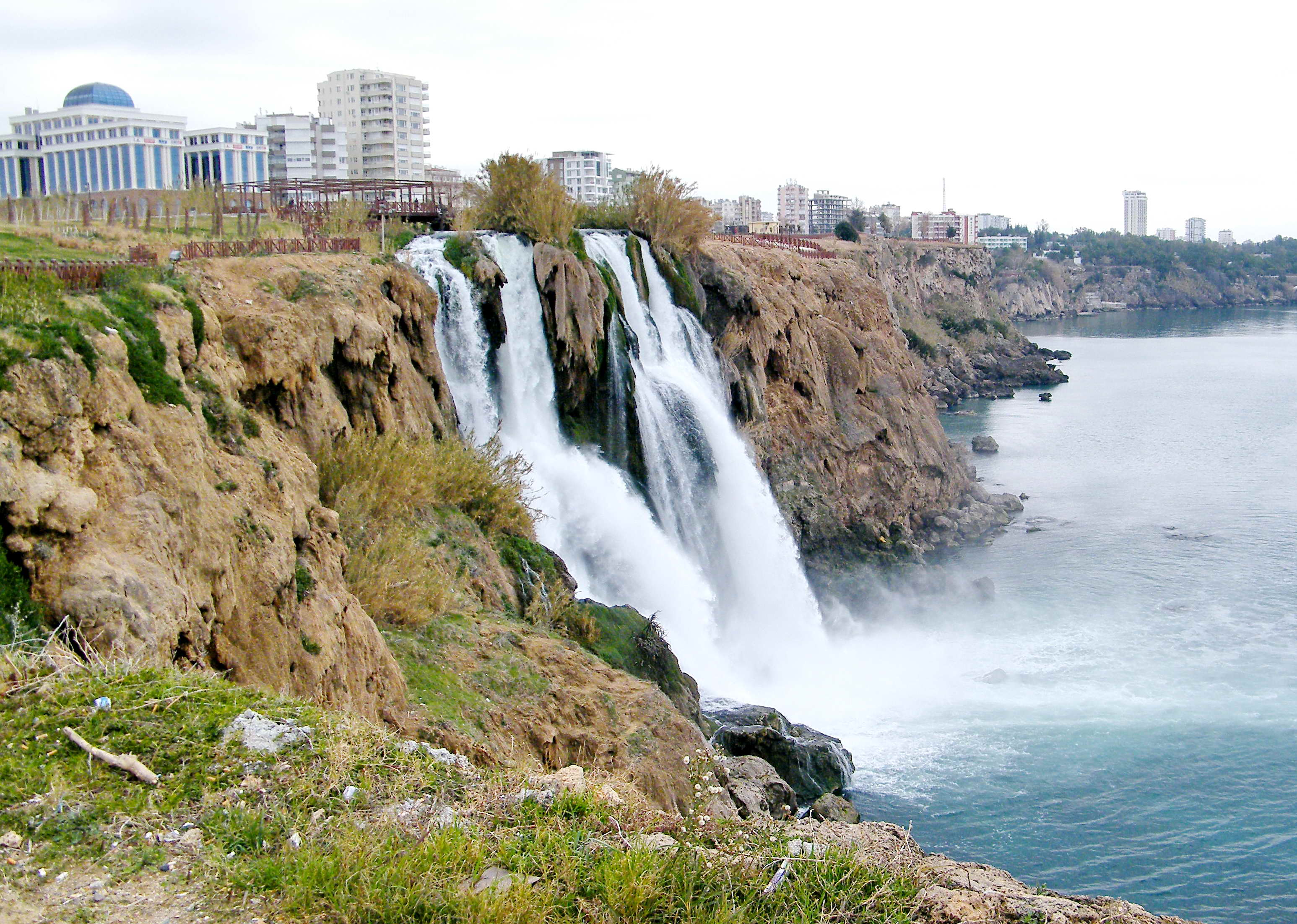
Standardní pohled s hotelovou zástavbou